# 1369 Ostanina
Ostanina (asteróide 1369) é um asteróide da cintura principal com um diâmetro de 41,24 quilómetros, a 2,4537652 UA. Possui uma excentricidade de 0,2125643 e um período orbital de 2 009,21 dias (5,5 anos).
Ostanina tem uma velocidade orbital média de 16,87266854 km/s e uma inclinação de 14,26359º.
Esse asteróide foi descoberto em 27 de Agosto de 1935 por Pelageja Shajn.